# دنيس مونتجومري الثالث
دنيس مونتجومري الثالث (بالإنجليزية: Dennis Montgomery III)‏ هو عازف بيانو أمريكي، ولد في 19 يونيو 1965.